# Obéissance spirituelle
L'obéissance spirituelle, dans l'Église catholique, concerne une des trois vertus évangéliques. 
L'obéissance est toujours liée à la liberté de l'individu. L'obéissance est un acte de foi qui incite le chrétien à rechercher la volonté de Dieu dans les événements et les défis de la vie. 
Pour l'Église catholique, l'obéissance est d'abord l'accueil bienveillant de la personne qui ne pense pas comme soi-même, c'est ensuite chercher à comprendre, à voir le positif de ce qui est dit (et qui peut être contraire à ses propres idées). L'obéissance se fait toujours dans la liberté et la limite des règles qui fixent l'autorité.

## Historique de la vertu d'obéissance
Les Évangiles présentent la figure de Jésus-Christ, obéissant à la volonté de Dieu le Père. Par exemple lorsque Jésus dit :
« Je suis descendu du ciel pour faire, non ma volonté, mais la volonté de celui qui m'a envoyé. » (Jn 6,38). Saint Paul, en parlant de Jésus, le décrit :
« Obéissant jusqu'à la mort, même jusqu'à la mort sur une croix »(Ph 2,8)
Au cours des siècles, les chrétiens ont essayé de suivre son exemple ainsi que son enseignement sur l'obéissance. Ainsi, chez les ermites des premiers siècles, il était prévu une certaine docilité (écoute, obéissance) à mettre l'école d'un moine plus ancien. 
Saint Cyprien de Carthage, dans sa lettre "De abitu virginum", écrit qu'à Rome les vierges ont l'habitude de se mettre sous la conduite des vierges âgées. L'obéissance était considérée alors comme une sorte de formation.
Plus tard, avec saint Benoît et l'organisation de la vie religieuse sous forme de communautés, benoît mettra en place le vœu monastique d'obéissance.

## Présentation

### La vertu d'obéissance
Pour l'Église, l'obéissance, du latin ob audire, signifie « se soumettre librement à la parole écoutée » : c'est une ouverture à l'écoute. C'est l'attitude de celui qui veut aller au-delà de ce qu'il connait. 
Le Père Dominique Sterckx indique : « Obéir, c'est d'abord écouter avec un préjugé favorable pour l'autre, dans une attitude de bienveillance pour l'accueillir lui-même avant d'accueillir ce qu'il demande ou propose. Accueillir celui qui ne pense pas comme moi et dont le comportement m'agace peut-être. C'est ensuite chercher à comprendre, à voir le positif de ce qui m'est dit au lieu de commencer par rechigner, en me polarisant sur ce qui ne me plaît pas ou ne me semble pas juste. ». Il ajoute que l'obéissance, par amour du Christ à son Père, dont il se sait aimé, lui donne d'être libre de tout ce qui n'est pas l'accomplissement de la volonté du Père. Le père Sterckx poursuit : nous sommes appelés à la même dépendance par amour.
La notion d'obéissance, y compris à la parole de Dieu, est toujours liée à la liberté. L'obéissance engage le chrétien à s'ouvrir à la volonté de Dieu, elle est un acte de foi qui incite à rechercher la volonté de Dieu dans les événements et les défis de la vie. Mais celui-ci est appelé à coopérer librement à l'œuvre de ceux qui ont la responsabilité de guider la communauté (dans laquelle il vit, il s'engage).
La finalité de la vertu d'obéissance est d'aider le chrétien à grandir dans l'amour et la volonté de Dieu ; et ce faisant, grandir en sainteté.
Pour Edith Stein, la vertu d'obéissance est un chemin de liberté car « par la liberté, les enfants de Dieu entendent [...] suivre sans entrave l'Esprit de Dieu », elle ajoute que « la raison et la volonté poussent l'homme à être son propre maître », abusant et asservissant l'homme par ses désirs naturels. Ainsi pour elle « il n'y a pas de meilleur chemin, pour se libérer de cet esclavage et de s'ouvrir à la direction de l'Esprit-Saint, que la voie de la sainte obéissance ». Edith rappelle même une citation de Goethe : « C'est obéissante que j'ai senti mon âme la plus libre ». Ainsi, pour elle, « Dans la véritable obéissance [...] ce qui importe, c'est de renoncer à sa volonté propre » pour se mettre à l'écoute de la volonté de Dieu.
L'obéissance s'exerce dans le cadre limité et défini par les règlements (et Constitutions d'ordres). Ainsi ces règles et constitutions permettent au religieux de progresser quotidiennement dans l'abnégation.

### La promesse d'obéissance
Dans certains cas, comme l'entrée dans un Tiers-Ordre religieux ou une communauté, des laïques peuvent être appelés à prononcer une promesse d'obéissance. Cette promesse est un appel, pour le chrétien, à ne pas s'installer dans une routine mais à toujours « tendre vers la perfection de l'amour à la suite du Christ, le regard tourné vers Celui qui nous précède et nous accompagne sur le chemin. ». Même dans le cas d'une promesse, l'obéissance ne touche pas les domaines de la vie privée et se limite au cadre définit par les constitutions de la communauté.